# Bergslagsleden
Bergslagsleden är en 280 km lång vandringsled i 17 etapper genom Bergslagen och Örebro län,  från Kloten i norr till Stenkällegården i Tiveden i söder.

## Bakgrund
Första helgen i september varje år genomförs ett Ultramaratonlopp på Bergslagsleden. Loppet heter Bergslagsleden Ultra och startar och har målgång i Ånnaboda. Det finns tre distanser, 45 kilometer, 63 km, och 83 km. 
Nuvarande rekordet för att springa hela den 280 km långa leden är 38 timmar och 27 minuter och är satt av Anna Carlsson den 25 april 2021.

## Etapper
1. 21 km, Kloten - Gillersklack (krävande etapp)
2. 17 km, Gillersklack - Stjärnfors (normalsvår etapp)
3. 23 km, Stjärnfors - Nyberget (krävande etapp)
4. 23 km, Nyberget - Uskavi (krävande etapp)
5. 17 km, Uskavi - Hammarby (normalsvår etapp)
6. 14 km, Hammarby - Digerberget (lätt etapp)
7. 16 km, Digerberget - Mogetorp (normalsvår etapp)
8. 16 km, Mogetorp - Blankhult (normalsvår etapp)
9. 10 km, Blankhult - Ånnaboda (normalsvår etapp)
10. 7 km, Ånnaboda - Suttarboda (lätt etapp)
11. 15 km, Suttarboda - Leken (normalsvår etapp)
12. 20 km, Leken - Sixtorp (krävande etapp)
13. 19 km, Sixtorp - Svartå herrgård (normalsvår etapp)
14. 19 km, Svartå herrgård - Ramundeboda (normalsvår etapp)
15. 23 km, Ramundeboda - Gråmon (krävande etapp)
16. 14 km, Gråmon - Tivedstorp (lätt etapp)
17. 12 km, Tivedstorp - Stenkällegården (lätt etapp)